# La Liga 1963–64
La Liga 1963-64 là mùa giải thứ 33 của La Liga kể từ khi nó được thành lập. Giải đấu bao gồm các câu lạc bộ sau:
| - Atlético Bilbao - Atlético Madrid - CF Barcelona - Betis - Córdoba CF - Elche CF - RCD Español - Levante UD |  | - Murcia - Pontevedra CF - Real Madrid - Real Oviedo - Sevilla CF - Valencia CF - Valladolid - Zaragoza |

## Bảng xếp hạng
| Vị trí | Câu lạc bộ      | Số trận | T  | H  | Th | BT | BB | Điểm | HS  |                                 |
| ------ | --------------- | ------- | -- | -- | -- | -- | -- | ---- | --- | ------------------------------- |
| 1      | Real Madrid     | 30      | 22 | 2  | 6  | 61 | 23 | 46   | 38  | Vô địch La Liga                 |
| 2      | CF Barcelona    | 30      | 19 | 4  | 7  | 74 | 38 | 42   | 36  |                                 |
| 3      | Betis           | 30      | 15 | 7  | 8  | 47 | 36 | 37   | 11  |                                 |
| 4      | Zaragoza        | 30      | 14 | 6  | 10 | 52 | 42 | 34   | 10  |                                 |
| 5      | Elche CF        | 30      | 13 | 7  | 10 | 35 | 31 | 33   | 4   |                                 |
| 6      | Valencia CF     | 30      | 16 | 0  | 14 | 53 | 47 | 32   | 6   |                                 |
| 7      | Atlético Madrid | 30      | 10 | 9  | 11 | 37 | 34 | 29   | 3   |                                 |
| 8      | Atlético Bilbao | 30      | 12 | 5  | 13 | 43 | 40 | 29   | 3   |                                 |
| 9      | Sevilla CF      | 30      | 9  | 11 | 10 | 33 | 38 | 29   | -5  |                                 |
| 10     | Levante UD      | 30      | 10 | 7  | 13 | 43 | 56 | 27   | -13 |                                 |
| 11     | Córdoba CF      | 30      | 10 | 6  | 14 | 32 | 38 | 26   | -6  |                                 |
| 12     | Murcia          | 30      | 11 | 4  | 15 | 41 | 54 | 26   | -13 |                                 |
| 13     | RCD Español     | 30      | 10 | 5  | 15 | 34 | 47 | 25   | -13 | đấu playoff                     |
| 14     | Real Oviedo     | 30      | 10 | 5  | 15 | 27 | 42 | 25   | -15 | Đấu playoff                     |
| 15     | Pontevedra CF   | 30      | 8  | 5  | 17 | 30 | 45 | 21   | -15 | Xuống hạng tới Segunda División |
| 16     | Valladolid      | 30      | 7  | 5  | 18 | 27 | 58 | 19   | -31 | Xuống hạng tới Segunda División |

### Trận playoff
| Sân nhà:    |     |             |
| Real Gijón  | 1-0 | RCD Español |
| Real Oviedo | 4-1 | Hércules CF |

| Sân khách:  |     |             |                |
| RCD Español | 3-0 | Real Gijón  | Tổng tỉ số:3-1 |
| Hércules CF | 1-0 | Real Oviedo | Tổng tỉ số:2-4 |